# Konec civilizace
Konec civilizace: aneb Překrásný nový svět, v prvním překladu Konec civilisace, v originálu Brave New World, je antiutopický sci-fi román anglického autora Aldouse Huxleyho. Autor román sepsal roku 1931 a vydal v roce 1932. V češtině vyšel o rok později pod názvem Konec civilisace, ale většího zájmu se dočkal až pozdější překlad od překladatelské dvojice Josef Kostohryz a Stanislav Berounský v roce 1970.
Děj románu se odehrává v Londýně v roce 2540 (632 po F. v knize), kde se objevují motivy pokroku v reprodukční medicíně, učení ve spánku a jejich dopad na společnost. Autor popisuje společnost, která uměle zvyšuje svoji spokojenost za cenu ztráty citů a emocí. Tuto společnost následně konfrontuje s člověkem, který tímto vývojem neprošel (Divoch).
Myšlenky z knihy autor později doplnil a rozvinul v eseji Brave New World Revisited (1958) a ve svém posledním románu Ostrov (1962).

## Pozadí
Konec civilizace je Huxleyho nejznámější román, nesoucí v původním znění ironický název, který se v češtině dostal až do podtitulu. Tento brave new world (překrásný nový svět v českém překladu) je inspirován projevem Mirandy z Shakespearovy hry Bouře:

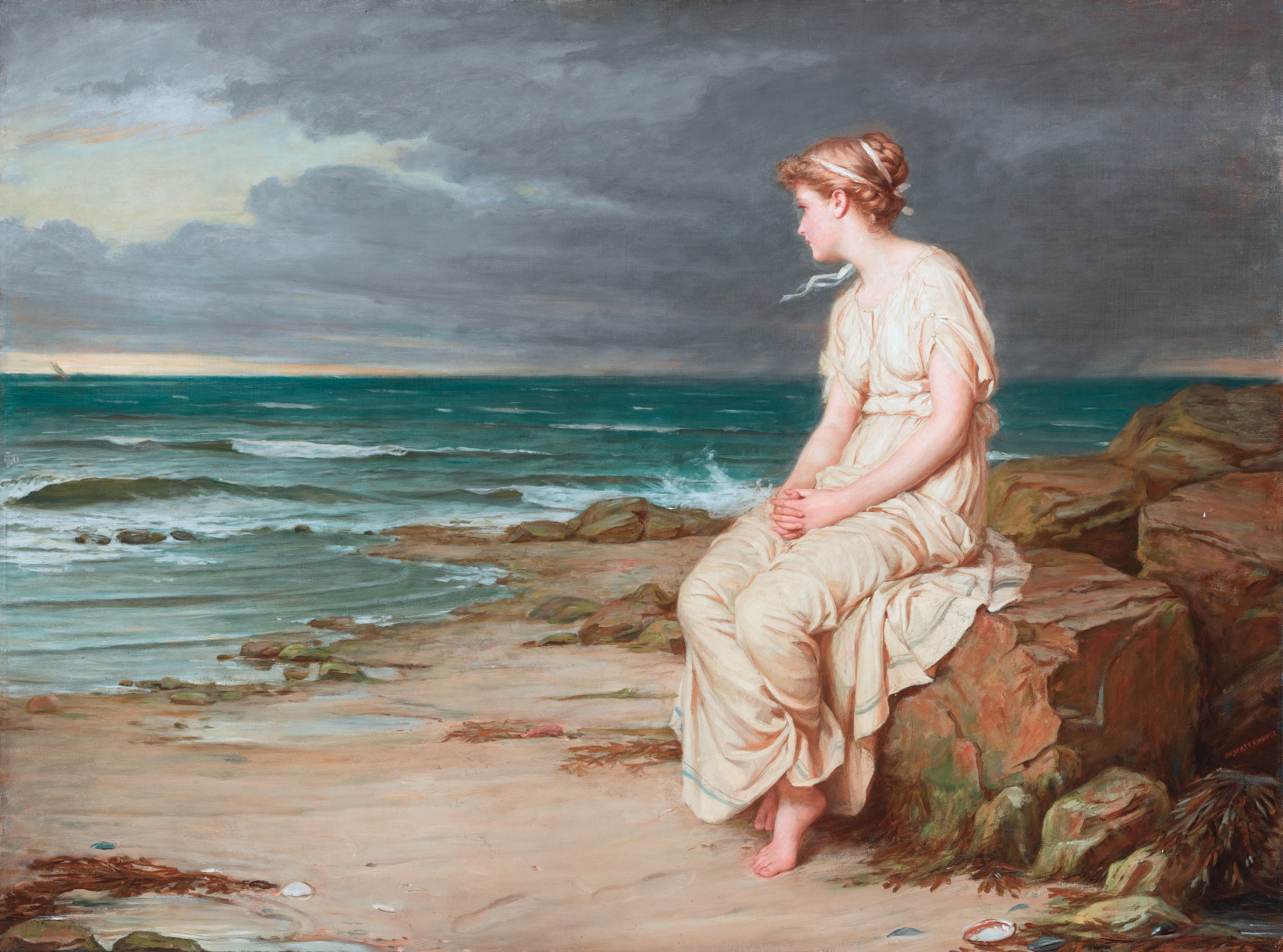
Miranda, která ovlivnila název díla

O wonder!
How many goodly creatures are there here!
How beauteous mankind is!
O brave new world
That has such people in it!
Tato pasáž je citována v knize divochem Johnem, když je mu nabídnuta návštěva civilizované společnosti, v češtině: „Ó ty nový krásný světe, který takové máš obyvatele.“
Nicméně podobný obrat, který by v kontextu s knihou lépe odpovídal, je možné nalézt v básni Rudyarda Kiplinga z roku 1919 The Gods of the Copybook Headings:
And that after this is accomplished, and the brave new world begins
When all men are paid for existing and no man must pay for his sins ...
Překlady románu z angličtiny do dalších jazyků též mnohdy používají obdobné literární výrazy obvyklé v domácích literárních dílech, aby dokázaly vytvořit podobnou ironii. V tomto ohledu český překlad poněkud vybočuje, ironie je zde docilováno rozporem mezi hlavním titulem a podtitulem knihy.
Aldous Huxley napsal Konec civilizace v roce 1931, když žil ve Francii a zároveň v Anglii. V tomto období se již vyprofiloval jako spisovatel a satirik společnosti. Přispíval do časopisů Vanity Fair a Vogue, publikoval sbírku básní (The Burning Wheel, 1916) a čtyři úspěšné satiristické romány: Crome Yellow v roce 1921, Antic Hay v roce 1923, Those Barren Leaves v roce 1925 a Kontrapunkt v roce 1928. A následoval Konec civilizace, pátý román ve kterém se poprvé objevuje antiutopické téma.

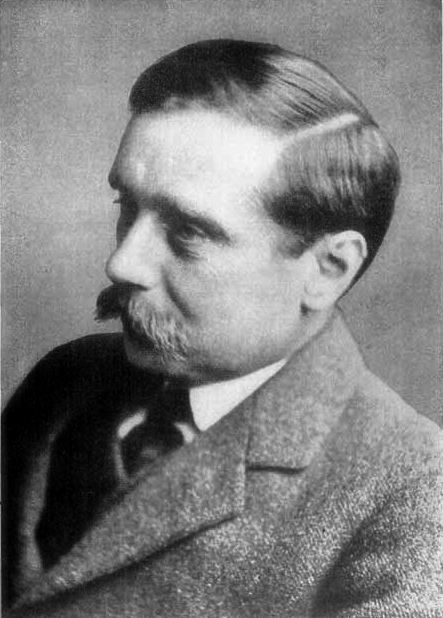
H. G. Wells, jehož optimistický pohled na svět Huxley kritizoval

K napsání Konce civilizace inspiroval autora Herbert George Wells se svým utopickým románem Lidé jako bozi. Wellsova optimistická vize budoucí společnosti vnukla Huxleymu myšlenku na napsání parodie na toto dílo. Napsáním díla nesouhlasícího s nejpopulárnějším utopistickým románem svého času se Huxley snažil vytvořit děsivou představu budoucnosti. Sám Huxley označoval Konec civilizace jako „negativní utopii“, která byla ovlivněna další Wellsovou knihou Až spáč procitne a dílem D. H. Lawrence. Někdy bývá román dáván do souvislosti s Koncem civilizace též antiutopický román My od Jevgenije Zamjatina z roku 1921, ale Huxley prohlásil, že v té době tento román neznal.
V předmluvě k poslednímu vydání Konce civilizace je uvedeno, že Huxleyho k sepsání románu inspirovala návštěva nově otevřené továrny Bruner a Mond, která byla součástí Imperial Chemical Industries (ICI) v Billinghamu, kde si velmi detailně poznamenal všechny technologické postupy, které viděl.
Přesto, že se děj odehrává v budoucnosti, odráží především problémy z počátku 20. století. Průmyslová revoluce přinesla dalekosáhlé změny. Sériová výroba umožnila vytvářet automobily, telefony a rádia poměrně levně napříč celým vyspělým světem. Též první světová válka a říjnová revoluce v Rusku ovlivnila celé světové dění. Mnoho z jmen hrdinů (například Benito Hoover nebo Bernard Marx) vychází z jmen vlivných osobností té doby.
Huxley dokázal využít dějů a postav z jeho futuristických představ k vyjádření všeobecných názorů, především obavu před ztrátou individuální identity v uspěchaném světě budoucnosti. Jedna z dřívějších návštěv Spojených států dala Konci civilizace většinu z postav. Huxley se ve Spojených státech neseznámil pouze s životním stylem mladých Američanů, komerční zábavou, sexuální promiskuitou a do sebe zahleděnou kulturou, ale také knihou Henryho Forda. Huxley měl strach z amerikanizace Evropy, a proto se po návštěvě Ameriky s Fordovými myšlenkami seznámil blíže. Vliv Ameriky na román je patrný na „emocionálních filmech“, které odkazují k – v Americe nově zavedeným – „mluveným filmům“, nebo na dalším znaku americké kultury, všudypřítomných žvýkačkách, které jsou v románu též parodovány – jejich funkce byla dodat uživateli sexuální hormony. V článku z 4. května 1935, který vyšel pod názvem Illustrated London News G. K. Chesterton říkal, že Huxley bojoval proti „době utopií“ (“Age of Utopias”) – období před první světovou válkou, které bylo charakterizováno tvorbou H. G. Wellse a George Bernarda Shawa, kteří psali o socialismu a světovém státu.
Za Konec civilizace sklidil Huxley téměř naprostou negativní kritiku od soudobých kritiků, jeho dílo bylo přijato až později. Dokonce i sympatizanti si neodpustili ve svých kritikách jedovaté poznámky.

## Fordismus a společnost

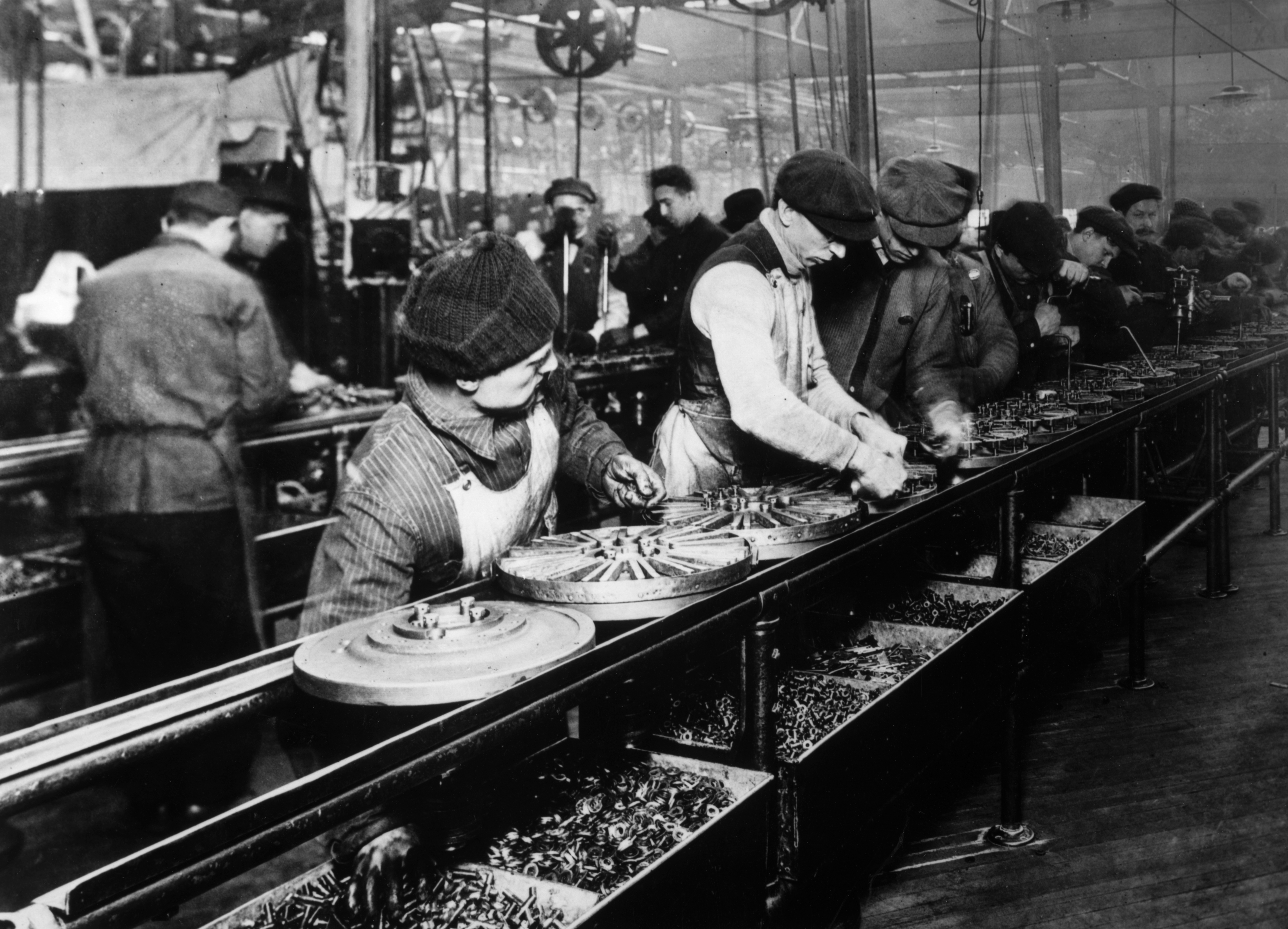
Běžící pás ve Fordových závodech jako symbol vyspělé společnosti se stal důležitou součástí románu

Huxley vytvořil sociální strukturu svého Světového státu na principu Fordova běžícího pásu, kde jsou nejdůležitější prvky sériová výroba, soudržnost, předvídatelnost a spotřeba zboží na jedno použití – vlastní heslo státu zní: „Komunita – identita – stabilita“. A protože v tomto státě chybí náboženství ve smyslu víry v nadpřirozeno, tak zde postava Forda supluje Boha. Např. je mu zasvěcen svátek v roce nebo postavy klejí jeho jménem (např. „Ó Forde“). Kalendář používaný ve Světovém státu je udáván jako roky „po F.“ (tedy po Fordovi), kde rok 1 po F. znamená rok 1908 po Kristu, kdy byl poprvé sériově vytvořen Ford model T. Děj románu se odehrává v roce 632 po F., tedy v roce 2540 našeho letopočtu. Další symbol fordismu je T, který nahradil křesťanský kříž.
Společnost je řízeně dělena na kasty, kategorizované písmeny řecké abecedy a jemněji ještě znaménky (alfa plus, alfa minus, beta plus atd.). Tyto kasty definují inteligenci, vlohy i základní vzhled, každému jedinci jsou předurčeny už při vývoji a zajišťují, že pro všechny typy povolání bude k dispozici potřebné množství pracovníků.
Členové každé ze společenských kast jsou predestinováni zvukovými nahrávkami, které jim jsou pouštěny během spánku, v knize se tomuto učení ve spánku říká „hypnopedie“. Obsah těchto nahrávek je má přesvědčit o tom, že jejich kasta je pro ně nejlepší, ale také je přesvědčují o důležitosti konzumního života. Jakékoliv nežádoucí pocity členové komunity řeší antidepresivy a halucinogenní drogou zvanou „soma“, jejíž název je odvozen od posvátného omamného nápoje užívaného ve védské Indii, která je podávána arcipěvcem z Canterbury při „Pobožnosti souladu“.
Protože kniha byla dopsána na počátku 30. let 20. století, tedy před tím, než Watson a Crick rozluštili strukturu DNA, chybí mezi technologiemi, kterými jsou ovládáni členové komunity Světového státu, genetické inženýrství. Na druhé straně v této době již bylo znovuobjeveno dílo Johanna Gregora Mendela o dědičnosti, o které se Huxley ve svých představách opíral stejně jako o dílo významných biologů ze svého příbuzenstva, Thomase Huxleyho, Andrewa Huxleyho nebo Juliana Huxleyho, který obhajoval eugeniku. Není tedy překvapivé, že Huxley dával důraz na předurčování lidí při rozmnožování. Lidská embrya jsou predestinována za pomoci promyšlené řady důmyslných chemických (například vystavení účinku hormonů či jedů), tepelných (vystavení vysoké teplotě, nebo nízké teplotě podle toho, kde má jedinec v budoucnu pracovat) a jiných přírodních vlivů, také zde v menší míře funguje i řízený výběr.

## Postavy

### Románové postavy
- Thomas „Tomakin“, alfa, Ř.L.P. londýnské ústředny; otec divocha Johna.
- Henry Foster, alfa, asistent v líhni a Leninin současný partner.
- Lenina Crowneová, beta-plus, vakcinační pracovnice v líhních; později milována divochem Johnem. Její jméno je odvozeno od Vladimira Iljiče Lenina.
- Mustafa Mond, alfa-plus, vrchní inspektor pro Západní Evropu (existuje pouze devět dalších pro ostatní oblasti na Zemi, v knize nejsou zmiňováni). Jeho jméno je postaveno na prvním tureckém prezidentu Mustafovi Kemalu Atatürkovi a na průmyslníkovi Ludwigu Mondovi.
- Bernard Marx, alfa-plus, psycholog (specialista na hypnopedii). Jeho jméno je utvořeno ze jmen dvou socialistických myslitelů, z irského spisovatele George Bernarda Shawa a německého teoretika komunismu Karla Marxe. Bernard patří psychicky i povoláním do elitní kasty, ale při jeho vývinu došlo k chybě a nevyrostl do běžné výšky alf. To v něm budí pocit méněcennosti a vyloučenosti.
- Fanny Crowneová, beta, pracovnice s embryi; přítelkyně Leniny (shodné příjmení neznamená příbuznost, ve společnosti se používá jen velmi omezená množina jmen). Zde se objevila další autorova ironie, když pojmenoval Leninu přítelkyni po Fanny Kaplanové, která se proslavila pokusem o vraždu Lenina.
- Benito Hoover, alfa, přítel Leniny, kterého nemá rád Bernard. Patrony této postavy jsou italský vůdce Benito Mussolini a ve třicátých letech úřadující americký prezident Herbert Hoover.
- Helmholtz Watson, alfa-plus, profesor na katedře spisovatelství na Vysoké škole emocionální techniky, přítel a pomocník Bernarda Marxe a divocha Johna. Jméno získal po německém psychiatrovi a psychologovi Hermannu von Helmholtzovi a americkém behavioristovi Johnu Watsonovi. Stejně jako Bernard si uvědomuje nedostatky jejich společnosti, ale na rozdíl od něj se neutápí ve frustraci.

- John (Divoch), biologický syn ředitele Thomase a jeho milenky Lindy, který vyrostl v rezervaci u kmene Zuni; stojí na rozhraní mezi primitivní i moderní společností a je vyděděncem obou. Zamiluje se do Leniny Crowneové, která ale jeho citu nerozumí.
- Linda, beta-minus. Johnova matka a dlouho ztracená milenka ředitele Thomase. Pochází z Londýna, otěhotněla s Thomasem a ztratila se při výletu do Nového Mexika. Je nenáviděna „divochy“, protože má moderní návyky, ale po návratu není přijata ani moderní společností, protože vypadá staře a je tlustá.
- Popé, z kmene Zuni. Přestože podporoval u Lindy nežádoucí návyky, tím, že s ní spal a nosil jí mezcal, stále dodržoval tradiční hodnoty kmene. Když byl John mladší, pokusil se ho zabít.

### Postavy na pozadí
Zde jsou postavy skutečné, které jsou v románu zmíněny:
- Henry Ford, který se stal mesiášskou postavou Světového státu. Výraz „Ford Pán“ nahradil náboženský výraz „Kristus Pán“, jako výraz díku za vynalezení sériové výroby.
- Sigmund Freud, „Freud Pán“ někdy nahrazuje „Forda Pána“ kvůli propojenosti mezi Freudovou psychoanalýzou a předurčení lidí a kvůli popularizaci myšlenky, že sex je zcela přirozená součást lidského štěstí a nemusí vést nutně k reprodukci. V knize je též zmiňováno, že občané Světového státu věří, že Freud a Ford jsou dvojjediní.
- H. G. Wells nejenže bezděčně dal podnět k napsání Konce civilizace, ale též se objevil v knize jako „Dr. Wells“.
- Ivan Petrovič Pavlov, jehož studií reflexů je využíváno při učení dětí.
- William Shakespeare, který byl zakázán, ale v knize je citován divochem Johnem. Citáty jsou například z Macbetha, Bouře, Romea a Julie, Hamleta, Krále Leara, Půjčky za oplátku a Othella. Mustafa Mond ho také zná, protože jako vrchní inspektor má přístup ke kolekci zakázaných knih.
- Thomas Malthus, jehož jméno bylo použito k popsání antikoncepční techniky (malthusiánský pás) používané ženami ve Světovém státu.

## Porovnání s románem1984
Huxleyho román je mnohdy dáván do souvislostí s nejslavnějším románem George Orwella, 1984. Například Miroslav Holub si všímá podobnosti a důležitosti těchto děl takto, ale také ukazuje na možné pozitivní aspekty Huxleyho románu:
| „ | Jako science fiction je Brave New World nesporně jednou z pamětihodných knih století. Druhou je Orwellův 1984. Oběma knihám se dostává ne zcela žádoucí cti, že se částečně, ve větších a menších detailech, realizují. Tím nabývá pro současného čtenáře zvláštní a specifické síly a sugestivnosti. Přesahují hranice literatury a vstupují do špatného svědomí života. Pokud se týká Huxlyeyho Nového Světa, tak nejen do špatného. Neboť některé principy se nejeví nesentimentálnímu čtenáři zcela zavrženíhodné. Přiznejme si, že proti produkci lidských bytostí ve zkumavkách mluví spíše jen křesťanská tradice a dogma než vědecký rozmysl. Přiznejme, že podmiňování lidské psychiky a pracovních návyků a vůbec lidských motivací v raném věku se provádí, a to dosud na zbytečně nevědeckém a ne zcela efektivním základě. Nepříjemné zde není v principu samém, nýbrž v cílech, které si daná společenská formace je schopna stanovit. | “ |

Naopak sociální kritik Neil Postman jasně tato dvě díla ve své knize Ubavit se k smrti odděluje, aniž by nacházel cokoli pozitivního:
| „ | Orwell se obával těch, kteří by zakázali knihy. Huxley se obával, že by nebyl důvod knihy zakazovat, protože by nebyl nikdo, kdo by chtěl nějakou číst. Orwell se obával těch, kteří by nám odpírali informace. Huxley se obával těch, kteří by nám jich dali tolik, že by nás uvrhli do pasivity a egoismu. Orwell se obával toho, že by byla pravda před námi skryta. Huxley se obával toho, že by pravda utonula v moři bezvýznamnosti. Orwell se obával, že se staneme nesvobodnou kulturou. Huxley se obával, že se staneme kulturou zcela zaujatou obdobou smyslových filmů, heče peče a her s odstředivým míčem. Jak Huxley poznamenal v Brave New World Revisited, zastánci občanských svobod a racionalisté, kteří vždy varují před tyranií, zapomněli na téměř nekonečnou lidskou touhu po rozptýlení. Huxley dodává, že v 1984 jsou lidé ovládáni způsobovanou bolestí. V Konci civilizace jsou ovládáni způsobovanou rozkoší. Ve zkratce, Orwell se obával, že nás zničí to, co nenávidíme. Huxley se obával, že nás zničí to, co milujeme. | “ |

## Brave New World Revisited
Brave New World Revisited je realistické dílo vydané v roce 1958 v USA (česky zatím nevyšlo). Autor zde hodnotí posun společnosti během třiceti let, které uběhly od vydání Konce civilizace. Budoucnost, kterou popsal v Konci civilizace, pokládal za částečně splnitelnou, ale v Brave New World Revisited autor seznává, že se společnost jeho modelu přiblížila rychleji, než očekával.
Huxley analyzoval příčiny tohoto vývoje, tedy přelidnění a další možnosti, kterými může být lidstvo ovládané. Především se zajímal o příležitostné užívání drog a podprahové signály. Obě dvě knihy jsou rozdílné, krom normálního autorova myšlenkového vývoje také v jeho konverzi k védántě.

## Česká vydání
- Konec civilisace, L. Mazáč, 1933
- Konec civilizace, Horizont, 1970
  - Téhož roku vychází v ČSSR Prekrásny nový svet, první slovenský překlad od Dušana Slobodníka
- Konec civilizace, Orfeus, 1993 ISBN 80-85522-27-6
- Konec civilizace, Maťa, 1998 ISBN 80-86013-38-3
- Konec civilizace, Maťa, 2004 ISBN 80-7287-089-0